# Kurt Becker
Kurt Becker (ur. 23 stycznia 1896 we Wrocławiu, zm. 1962 w Niemczech Zachodnich) – niemiecki muzyk, dyrygent, pedagog.

## Życiorys
Urodził się w 1896 roku we Wrocławiu, gdzie odebrał staranne wykształcenie muzyczne. Po zakończeniu I wojny światowej przeniósł się na ziemię kłodzką, gdzie w 1919 roku objął funkcję chórmistrza w Dusznikach-Zdroju. Założył tam Parafialny Związek Cecyliański, z którym podczas dwudziestolecia międzywojennego koncertował w całej okolic, wykonując dzieła Bacha, Mozarta, Haydna, Cherubiniego oraz Schuberta. W 1939 roku został dyrektorem Miejskiej Szkoły Muzycznej dla Młodzieży i Ludu w Kłodzku. Po przejściu ziemi kłodzkiej pod polską administrację w 1945 roku, wyjechał do zachodnich Niemiec, gdzie zmarł w 1962 roku. 